# Ovidiu Popescu
Ovidiu Popescu (n. 27 februarie 1994, Reșița, Caraș-Severin, România) este un fotbalist român, care joacă pe post de mijlocaș la U Cluj în SuperLiga României. Pe plan internațional, are prezențe la națională pentru România Sub-21 și România.

## Carieră
În iunie 2016, Ovidiu Popescu a fost transferat de Steaua București pentru suma de 200.000 de euro.
Ovidiu Popescu a debutat pentru  Echipa națională de fotbal a României Under-21 contra reprezentativei similare a Armeniei .
| Club               | Sezon        | Campionat | Campionat | Cupa    | Cupa   | Cupa Ligii | Cupa Ligii | Europa  | Europa | Altele  | Altele | Total   | Total  | Total |
| Club               | Sezon        | Meciuri   | Goluri    | Meciuri | Goluri | Meciuri    | Goluri     | Meciuri | Goluri | Meciuri | Goluri | Meciuri | Goluri |       |
| ------------------ | ------------ | --------- | --------- | ------- | ------ | ---------- | ---------- | ------- | ------ | ------- | ------ | ------- | ------ | ----- |
| UTA Arad           | 2013–14      | 24        | 6         | 1       | 0      | -          | -          | -       | -      | -       | -      | 25      | 6      |       |
| Total              | Total        | 24        | 6         | 1       | 0      | -          | -          | -       | -      | -       | -      | 25      | 6      |       |
| ACS Poli Timișoara | 2014–15      | 22        | 3         | 0       | 0      | -          | -          | -       | -      | -       | -      | 22      | 3      |       |
| ACS Poli Timișoara | 2015–16      | 25        | 2         | 2       | 0      | 0          | 0          | -       | -      | -       | -      | 27      | 2      |       |
| Total              | Total        | 47        | 5         | 2       | 0      | 0          | 0          | -       | -      | -       | -      | 49      | 5      |       |
| Steaua București   | 2016–17      | 2         | 0         | 0       | 0      | 1          | 1          | 2       | 0      | -       | -      | 5       | 1      |       |
| Total              | Total        | 2         | 0         | 0       | 0      | 0          | 0          | 2       | 0      | -       | -      | 5       | 1      |       |
| Career Total       | Career Total | 73        | 11        | 3       | 0      | 0          | 0          | 2       | 0      | -       | -      | 79      | 12     |       |

## Legături externe
- Profil Oficial ACS Poli Arhivat în 12 mai 2015, la Wayback Machine.
- Profil Soccerway Arhivat în 27 august 2016, la Wayback Machine.